# Opoje

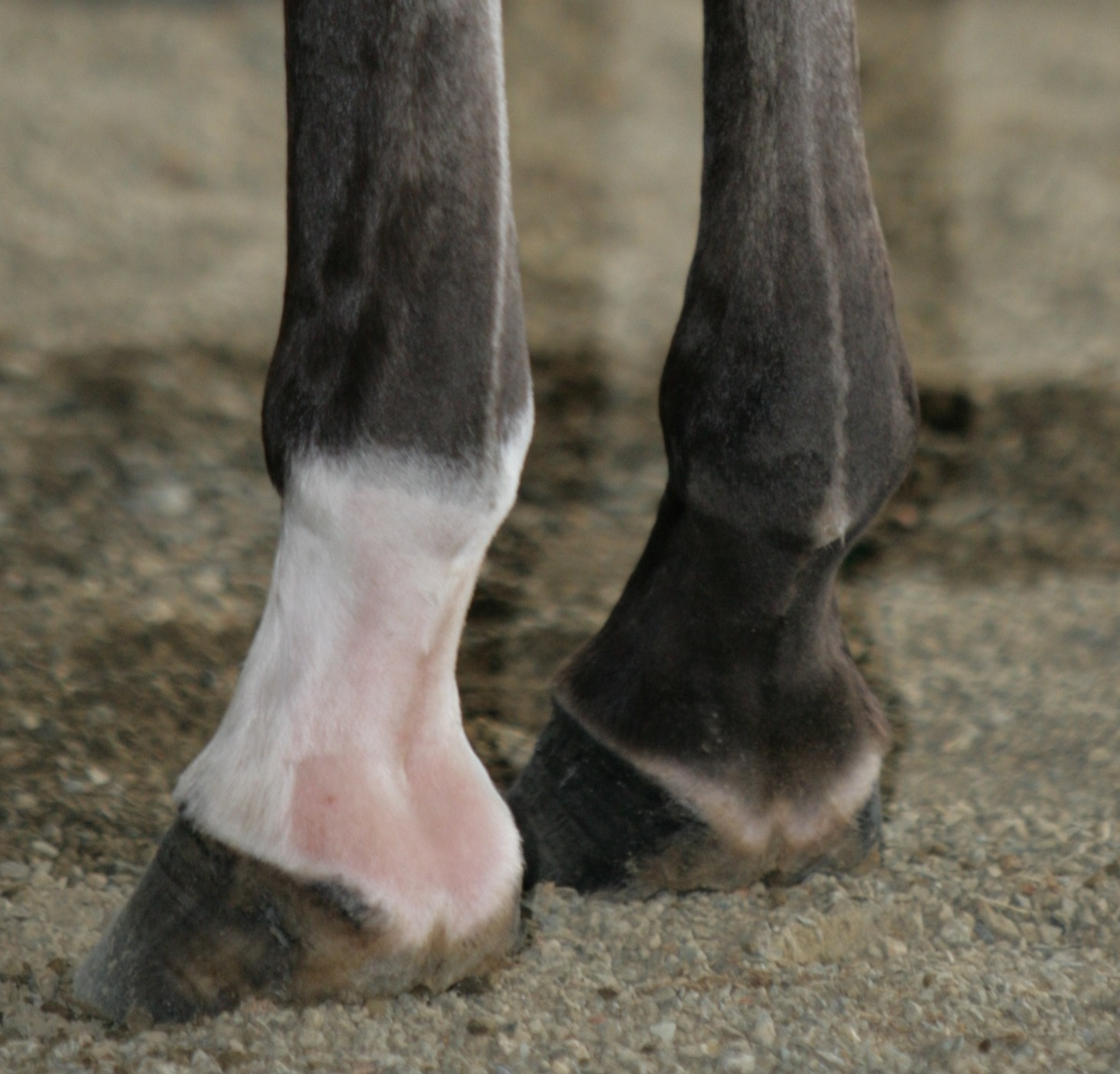
Zdrowe (tzw. "suche") stawy pęcinowe konia

Opoje – okołostawowe obrzęki powstające u koni w okolicach stawów pęcinowych. Istnieje kilka rodzajów opoi, spowodowanych różnymi  przyczynami.

## Opoje przegubowe
Najczęściej dotykają nóg tylnych, lecz mogą pojawić się na jednej lub wszystkich nogach. Wynikają z pogorszonego krążenia krwi i limfy. Pojawić się mogą u koni w treningu i u koni nie trenujących, karmionych paszą wysokotreściwą oraz zamkniętych na małej powierzchni. Do przyczyn zalicza się brak ruchu, niewłaściwą dietę, a także urazy i infekcje.
Opoje przegubowe zazwyczaj nie są bolesne i nie powodują typowej kulawizny, lecz raczej sztywność kończyn. Obrzęk obejmuje zazwyczaj pęcinę, staw pęcinowy oraz sąsiadujące ścięgna. Temperatura tych miejsc bywa podwyższona.
Koniowi cierpiącemu na opoje należy zapewnić lekki ruch dwa razy dziennie, gorące okłady, opłukiwanie zimną wodą (2 razy dziennie przez 10 minut). Pomaga też masowanie. Należy zmniejszyć ilość paszy treściwej i zwiększyć zawartość błonnika. 
Zapobieganie polega na dopasowaniu ilości paszy wysokotreściwej do intensywności pracy konia, a także na stopniowym wdrażaniu do pracy po odpoczynku (i stopniowym zwiększaniu porcji ziarna).

## Wodniak pochewki ścięgna
Występuje blisko wierzchołka pęciny; widoczne jest powiększenie objętości po obu stronach stawu pęcinowego. Obrzęk jest miękki i ustępuje pod naciskiem, zazwyczaj nie towarzyszy mu kulawizna.
Powodowany jest przeciążeniem pracą, zwłaszcza u młodych koni. Zaleca się odpoczynek, opłukiwanie obrzęku wodą i smarowanie balsamem ochładzającym. W niektórych przypadkach potrzebna jest pomoc lekarza weterynarii.

## Wodniak pochewki maziowej
Obrzęk powstaje wskutek nadmiernej produkcji mazi stawowej, spowodowanej naruszeniem torebki stawowej poprzez wstrząsy lub naciągnięcie. 
Wodniaki pojawiają się w okolicy stawu pęcinowego w postaci pojedynczego, miękkiego, kulistego obrzęku o średnicy ok. 2 cm. Wraz ze wzrostem obciążenia pracą, wodniak powiększa się. Tego rodzaju wodniak może również występować koło stawu nadgarstkowego.
W leczeniu stosuje się m.in. środki przeciwzapalne i zimne okłady, a także bardziej skomplikowane zabiegi wykonywane przez lekarza weterynarii.
Wodniaki, które nie są bolesne dla konia, uznaje się za wady urody (bez negatywnych konsekwencji dla zdrowia i sprawności konia).